# Ложнокрасотки
Ложнокрасотки, или эпаллагиды (лат. Euphaeidae), — семейство стрекоз из подотряда равнокрылых.

## Описание

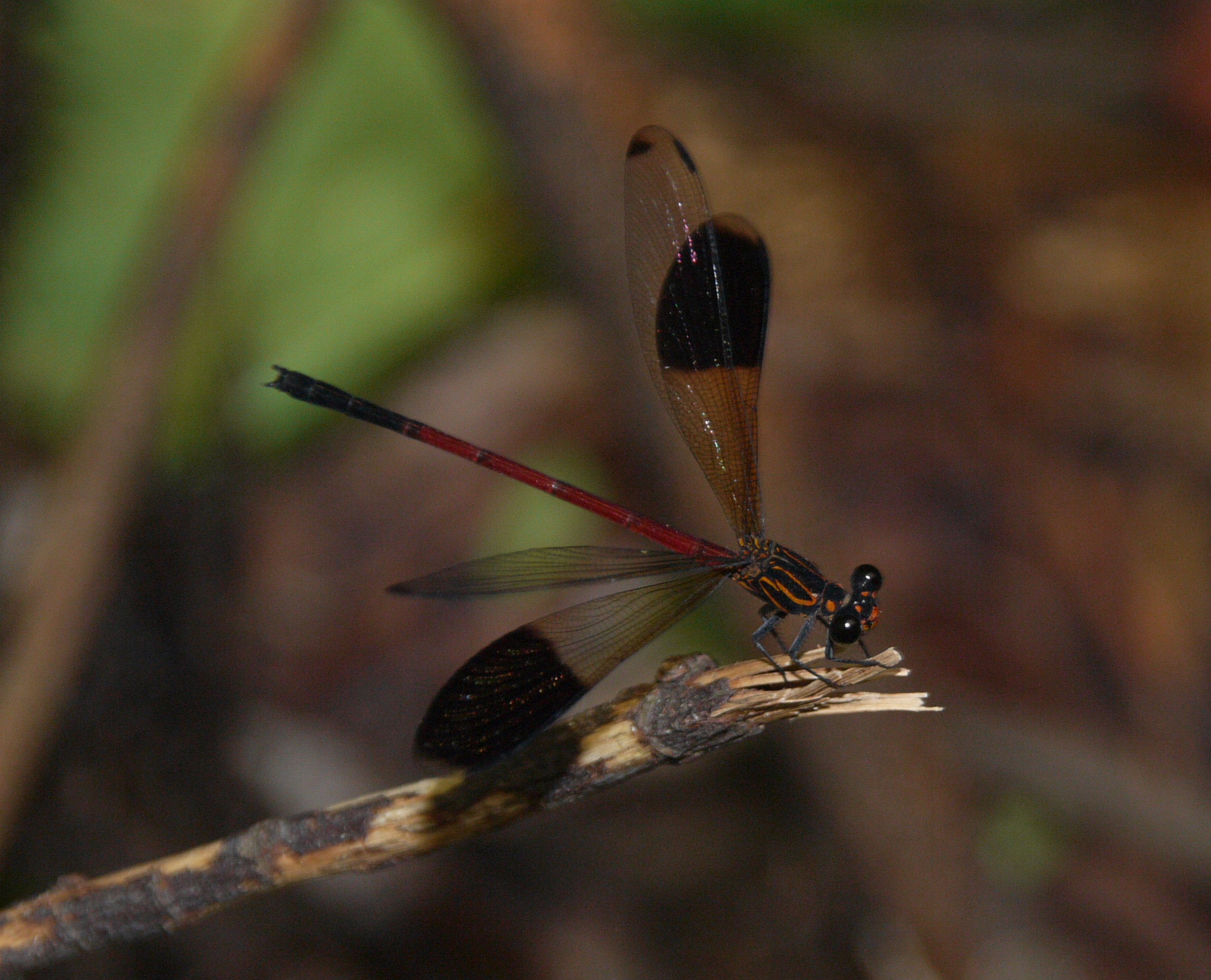
Euphaea yaeyamana

Стрекозы средней величины и весьма лёгкого сложения. Отличаются нестебельчатыми крыльями и довольно толстым и коротким (по сравнению со многими другими равнокрылыми стрекозами) телом. Птеростигма у обоих полов настоящая и хорошо развита. Личинки характеризуются толстым и коренастым телом.

## Классификация
В состав семейства включают следующие роды:
- Anisopleura Selys, 1853
- Bayadera Selys, 1853
- Cryptophaea Hämäläinen, 2003
- Cyclophaea
- Dysphaea Selys, 1853
- Epallage Charpentier, 1840 — монотипический
- Euphaea Selys, 1840
- Heterophaea Cowley, 1934
- † Republica Archibald & Cannings, 2021 — монотипический
- Schmidtiphaea Asahina, 1978